# Journal Citation Reports
JCR (Journal Citation Reports) — бібліометричний довідник статистичних даних, які відображають продуктивність і ступінь використання наукових журналів. JCR подає різноманітну статистику цитування наукових журналів, зокрема, широкий спектр показників використання журналів у роботі дослідників різних країн. Розділи довідника включають наукові журнали, ранжовані в алфавітному порядку назв, за кількістю посилань, числом опублікованих робіт у журналі, показниками цитування тощо, і зокрема за показниками імпакт-фактору.